# Alpine Electronics
Pour les articles homonymes, voir Alpine.
Alpine Electronics, est une entreprise japonaise créée en 1967 spécialisée dans la fabrication de systèmes audio pour l'automobile.

## Sites de production
L'entreprise possède des sites de production au Japon (à Iwaki), au Mexique (à Ciudad Reynosa), en Hongrie (à Biatorbágy), en Thaïlande (à Prachinburi) et en Chine (à Dalian et à Taicang).